# هتلینگن
هتلینگن (به آلمانی: Hetlingen) یک شهر در آلمان است که در Pinneberg واقع شده‌است. هتلینگن ۱٬۳۳۱ نفر جمعیت دارد.